# Italoraphidia solariana
Italoraphidia solariana är en halssländeart som först beskrevs av Navás 1928.  Italoraphidia solariana ingår i släktet Italoraphidia och familjen ormhalssländor. Inga underarter finns listade i Catalogue of Life.